# Iōannīs Sarmas
Iōannīs Sarmas (in greco: Ιωάννης Σαρμάς; Coo, 21 marzo 1957) è un magistrato greco, Primo ministro della Grecia dal 25 maggio 2023 al 26 giugno 2023.
Dal 4 novembre 2019 al 4 novembre 2023 è stato Presidente della Corte dei Conti della Repubblica ellenica.
Il 25 maggio 2023 è stato incaricato dalla Presidente della Repubblica Ellenica Aikaterinī Sakellaropoulou di formare un governo di transizione in carica fino alle successive elezioni del 25 giugno. Il giuramento del suo governo è avvenuto il 26 maggio 2023.